# ト・キ・メ・キ
『ト・キ・メ・キ』は、矢野顕子の3枚目のスタジオアルバム、通算4枚目のアルバム。1978年9月5日発売。発売元は 日本フォノグラム。CDは1988年に徳間ジャパンから、および2011年にミディから発売。

## 概要
矢野顕子の初のセルフ・プロデュース作品。ニューヨークで録音が行われ、ウィル・リー（ベース）をはじめとして現地のミュージシャンがバックを務めている。『いろはにこんぺいとう』に続き、シンセサイザープログラマに松武秀樹が参加し、発表当時としてはエレクトロニック色の濃い作品であった。1978年には松武の参加により坂本龍一のアルバム『千のナイフ』(10月25日発売)、イエロー・マジック・オーケストラ(YMO)のアルバム『イエロー・マジック・オーケストラ』(11月25日発売)が発売されており、松武から見ればほぼ同時並行的に制作されていたことになるが、この時点では矢野と坂本やYMOとの、クレジットに名が残る形での接点はなく、『いろはにこんぺいとう』に続き、矢野は独自に電子楽器の応用を目指していたということができる。もっとも、その後行われた「ト・キ・メ・キ ツアー」（その模様は『東京は夜の7時』に収録されている）にはYMOメンバーの参加があり、その後YMOとの協働関係が急速に展開することになる。

## 収録曲
1. こどもたち (作詞：矢野顕子・PAMELA HAYWARD　作曲：矢野顕子)
2. カタルン カララン (作詞：菊池まみ・矢野風太・矢野顕子　作曲：矢野顕子)
  - 茶坊主に提供された「カララン カラタケ 知っている」(『トゥリー・オブ・ライフ』収録)を改作したもの。
3. ウオーサオー (作詞・作曲：矢野顕子)
4. TWO ON THE STAGE (作詞・作曲：矢野顕子)
5. 大きな石 (作詞・作曲：矢野顕子)
6. アンダンテ・カンタービレ (作詞：堀内敬三　作曲：ロシア民謡)
7. やめるわけにゃいかないわ (作詞：矢野顕子　作曲：冨田勲)
  - NHKの番組「新日本紀行」のテーマ曲に歌詞をつけたもの。
8. ヨ・ロ・コ・ビ (作詞：岩佐東一郎　作曲：LUDWIG VAN BEETHOVEN)
  - ベートーヴェンの交響曲第9番、第4楽章をもとにしている。
9. ト・キ・メ・キ (作詞・作曲：矢野顕子)